# 擬態弧菌
擬態弧菌（学名：Vibrio mimicus），又名模拟弧菌，为弧菌科弧菌屬下的一个种。